# Château du Grand-Besse
Pour les articles homonymes, voir Besse.
Le château du Grand-Besse, situé dans la commune de Saint-Maur (Cher), faisait partie du Bourbonnais, dans une enclave se trouvant en Berry, entre Châteaumeillant et Culan, c'est sans doute ce qui explique son emplacement à proximité de la limite des deux provinces.
Au sud du château passait une voie romaine qui se confond en partie avec le chemin de Saint-Christophe, et serait celle de Châteaumeillant à Neris.

## Historique
Il est désigné quelquefois dans certains titres, notamment en 1580 sous le nom de Besse aux Lards, on ne sait pas trop pourquoi.
On trouve un Jean Rougier de Besse en 1432, peut-être en est-il le constructeur, bien que le château puisse être plus ancien, si on s'en rapporte à la forme du donjon. Par la suite, le château appartient à un Savary, maréchal sieur de Besse, puis un Martin, maréchal sieur de Besse, avocat, échevin de Bourges en 1507-1508, enfin un Pélagie de Villeboucher qui transmet le château à son petit-fils François d'Assy ; celui-ci le vend en 1662 à Étienne Ragon, fermier général. Le Grand Besse était alors un vieux manoir.
D'Étienne Ragon, le château passe à Guillaume Thabaud, qui en fait aveu en 1714, et par héritage à Boucheron de Boisvignault en 1784-1786 ; en 1843, vente à Julien Arthur Gohin, puis au comte de Boissieu et à sa femme.

## Architecture
Le château actuel se compose d'un donjon carré, d'aspect très robuste, éclairé par des fenêtres à meneaux. Ce donjon du début du XVe siècle date la construction (ou la reconstruction) du château. De l'enceinte qui a disparu il ne reste que la tour ronde avec un pan de mur et une partie de fossé encore remplie d'eau. Seraient aussi de cette époque une tour ronde d'escalier éclairée par de petites fenêtres carrées, et, au sud-est, une porte à linteau ornée d'un écusson qui donne sur la cour.
Le nouveau logis date du XVIIe siècle et a été agrandi au XIXe siècle avec ajout d'une tourelle d'escalier néo-gothique.
Le bâtiment d'habitation est de forme rectangulaire, avec une tour d'escalier au milieu ; une petite poivrière non accessible en briques sur de beaux encorbellements se trouve à un angle de ces bâtiments. La toiture est surmontée d'épis en métal.
Les bâtiments de ferme et la serre sont décorés de chaînes faisant alterner la brique et la pierre.